# Gaspar Polanco Borbón
Gaspar Polanco Borbón (Guayubín, 1818 – La Vega, 28 november 1867), zoon van Valentín Polanco y Martina de Borbón, was militair, politicus en president van de voorlopige Dominicaanse regering in Santiago.

## Biografie
Gaspar Polanco Borbón is geboren op de Corral Viejo, een boerderij in Guayubín, provincie Monte Cristi. 
Ondanks dat hij als kind niet naar school ging en niet kon lezen of schrijven, was hij een van de meest opmerkelijke militaire genieën in de Dominicaanse geschiedenis.
Hij was de eigenaar van een grote veefokkerij en zijn hoofdverblijf bevond zich in CANEO, een van zijn boerderijen in de stad Esperanza.

## Militair en politiek
Tijdens de strijd tegen de resten van de Haïtiaanse bezetting tussen 1844 en 1856 was Polanco kolonel van de cavalerie. Hij blonk uit in de militaire campagnes in het noordwesten. In 1858 had hij de militaire leiding van de afdeling van La Peñuela in het zuidwesten.
In 1861, het jaar van de annexatie door Spanje, had hij de rang van brigadegeneraal van de militaire reserves en vocht daardoor onder Spaans commando.
In die situatie arresteerde hij Vidal Pichardo, een rijzende politieke ster in Santiago die later door de Spanjaarden werd doodgeschoten.
Door zijn nationalistische gevoelens sloot hij zich in 1863 aan bij het leger van Moncion en Pimentel voor een vrije Dominicaanse Republiek en begon direct met de strijd tegen de Spaanse brigadier Buceta. 
Hij verhuisde zijn hoofdkwartier naar Quinigua bij Santiago en werd al snel door zijn medestrijders aanvaard als het hoofd van de strijdkrachten en daarna door alle revolutionaire leiders van de regio uitgeroepen tot opperbevelhebber van het Restauratieleger.
Op 10 oktober 1864 leidde Polanco een politieke en militaire raad in Fort San Luis in Santiago de los Caballeros, die zijn autoriteit niet kon ontkennen en, mede door de veelvuldige afwezigheid van president José Antonio Salcedo Ramírez (Pepillo), hem als hoofd van de voorlopige regering (schaduwregering) van de Dominicaanse Republiek in Santiago en de strijdkrachten verklaarden, naast de Spaanse leiding in Santo Domingo.
Zijn aanstelling  gaf een nieuwe impuls aan de Oorlog van Restauratie en vernietigde de illusies van de Spaanse generaal en gouverneur Antonio de La Gandara, om met diplomatie en politiek manoeuvreren, de eenheid van de nationale beweging te ondermijnen.
De stevige hand van General Polanco oefende een positieve invloed uit op het herstel van de revolutie en bevorderde bij de Dominicanen opnieuw de wil om te vechten voor het vaderland.
Tegen het einde van de restauratieoorlog ontstond weerstand tegen Polanco.
Hij was echter blind voor het risico dat Salcedo liep, waardoor deze werd gearresteerd in zijn huis Botoncillo in Guayubín en op 5 november 1864 werd vermoord.
Na onderhandelingen en een formeel aanbod van garanties van politieke en gerechtelijke immuniteit en respect voor zijn persoon, kwam Polanco op 21 januari 1865 in Jaibón overeen om af te treden.
Op 24 januari 1865 verliet hij het ambt. Een periode waarin hij slechts drie maanden regeerde, maar een aantal zeer positieve maatregelen voor het land nam op economisch en educatief gebied. Hij kon echter geen vrede met Spanje sluiten, omdat dat land de onafhankelijkheid niet wilde erkennen.

## Einde
Na hersteld van de Republiek nam Polanco deel aan diverse revolutionaire bewegingen. In een gewapende actie ter verdediging van de regering van generaal José María Cabral werd hij gewond aan een voet. In La Vega werd hij verpleegd. op 28 november 1867 is hij overleden aan een tetanusinfectie.